# Dimitrie Pompeiu
Dimitrie Pompeiu   (Broscăuți, 22 de setembre de 1873 - Bucarest, 8 d'octubre de 1954) va ser un matemàtic romanès.

## Vida i obra
Pompeiu va cursar els estudis secundaris a Dorohoi (província de Botoșani) abans d'ingressar a l'Escola Normal de professors a Bucarest, en la qual es va graduar el 1893. Entre 1893 i 1898 va fer de professor d'escola a Galați i a Ploiești. El 1898 va obtenir una excedència i va anar a París per completar els seus estudis matemàtics. El 1905 va obtenir el doctorat a la universitat de París sota la direcció d'Henri Poincaré.
En retornar al seu país el 1905, va ser nomenat professor de matemàtiques de la universitat de Iași (actualment Universitat Alexandru Ioan Cuza). El 1912 va ser nomenat catedràtic de mecànica a la universitat de Bucarest en substitució del difunt Spiru Haret. El 1930 va passar a la càtedra de teoria de funcions.
El 1934 va ser escollit membre de l'Acadèmia Romanesa de Ciències.
Va fer nombroses contribucions en els camps de l'anàlisi matemàtica, la teoria de les funcions de variable complexa i la mecànica racional. El conjunt de la seva obra destaca per la seva originalitat, amb la introducció de nombroses idees i mètodes força fructífers.
En anàlisi complexa són importants les seves aportacions sobre les singularitats de les funcions analítiques uniformes, objecte de la seva tesi doctoral (1905) i que inspirarà Felix Hausdorff a desenvolupar la mètrica de Hausdorff. També han estat importants en estudis posteriors, les anomenades propietat i problema de Pompeiu, introduïdes en uns articles de 1929
En geometria euclidiana també va enunciar el 1936 el teorema de Pompeiu, sobre una propietat característica dels triangles equilàters.